# شمال أمريكا الجنوبية
شمال أمريكا الجنوبية هي المنطقة الشمالية من قارة أميركا الجنوبية. ويحد المنطقة من الشرق والشمال الشرق البحر الكاريبي، ومن الشمال البرازيل والبيرو ومن الغرب والشمال 
الغربي المحيط الهادئ ومن الشمال تحدها بنما. وتتألف المنطقة من كولومبيا، فنزويلا، الإكوادور، غيانا، سورينام، غويانا الفرنسية.

## البلدان والأقاليم
| البلد أو الإقليم | المساحة (كم2) | عدد السكان | العاصمة    |
| ---------------- | ------------- | ---------- | ---------- |
| كولومبيا         | 1,138,910     | 50,339,443 | بوغوتا     |
| فنزويلا          | 912,050       | 28,515,829 | كاراكاس    |
| الإكوادور        | 283,560       | 17,373,662 | كيتو       |
| غيانا            | 214,999       | 782,766    | جورج تاون  |
| سورينام          | 163,270       | 581,372    | باراماريبو |
| غويانا الفرنسية  | 91,000        | 221,500    | كايين      |

## الاقتصاد
| البلد أو الإقليم | العملة           | الناتج المحلي الإجمالي (تقديرات 2019) | الناتج المحلي الإجمالي (تعادل القوة الشرئية) (2017) | الناتج المحلي الإجمالي للفرد (2020) | مؤشر التنمية البشرية (2018) |
| ---------------- | ---------------- | ------------------------------------- | --------------------------------------------------- | ----------------------------------- | --------------------------- |
| كولومبيا         | بيزو كولومبي     | 327,895                               | 720,151                                             | 14,137                              | 0.761                       |
| فنزويلا          | بوليفاريو بوليفي | 70,140                                | 404,109                                             | غير متوفر                           | 0.726                       |
| الإكوادور        | سنتافو إكوادوري  | 107,914                               | 184,629                                             | 10,617                              | 0.758                       |
| غيانا            | دولار غياني      | 4,121                                 | 6,398                                               | 17,360                              | 0.670                       |
| سورينام          | دولار سورينامي   | 3,774                                 | 7,961                                               | 14,605                              | 0.724                       |
| غويانا الفرنسية  | اليورو           | غير متوفر                             | غير متوفر                                           | غير متوفر                           | غير متوفر                   |

### اقتصاد كولومبيا
يعد اقتصاد كولومبيا رابع أكبر اقتصاد في أمريكا اللاتينية وفقًا لإجمالي الناتج المحلي. وشهدت كولومبيا طفرة اقتصادية تاريخية على مدى العقد الماضي. ففي عام 1990، كانت كولومبيا خامس أكبر اقتصاد في أمريكا اللاتينية وبلغ نصيب الفرد من الناتج المحلي الإجمالي 1500 دولار أمريكي، وبحلول عام 2018 أصبحت رابع أكبر اقتصاد في أمريكا اللاتينية، والمرتبة 31 في العالم. واعتبارًا من عام 2018، ارتفع نصيب الفرد من الناتج المحلي الإجمالي إلى أكثر من 14,000 دولار أمريكي، وزاد الناتج المحلي الإجمالي من 120 مليار دولار أمريكي في عام 1990 إلى ما يقرب من 750 مليار دولار أمريكي. وفي عام 1990 وصلت مستويات الفقر إلى 65٪، لكنها انخفضت إلى أقل من 30٪ بحلول عام 2014.
البترول هو أهم الصادرات الرئيسية لكولومبيا، حيث يشكل أكثر من 45٪ من صادرات كولومبيا. ويشكل التصنيع ما يقرب من 12٪ من صادرات كولومبيا، وينمو بمعدل يزيد عن 10٪ سنويًا. تومتلك كولومبيا صناعة تكنولوجيا المعلومات الأسرع نموًا في العالم ولديها أطول شبكة ألياف بصرية في أمريكا اللاتينية.

### اقتصاد فنزويلا
يرتكز اقتصاد فنزويلا بشكل كبير على البترول والقطاعات الصناعية، وكان في حالة انهيار اقتصادي كلي منذ منتصف العقد الثاني للقرن الحادي والعشرين. في عام 2014، وصل إجمالي التجارة الحرة إلى 48.1% من إجمالي الناتج المحلي للبلد. شكلت الصادرات 16.7% من إجمالي الناتج المحلي وشكلت منتجات البترول نحو 95% من تلك الصادرات. تُعتبر فنزويلا سادس أكبر عضو في منظمة الدول المصدرة للنفط (أوبك).
منذ عشرينيات القرن العشرين وفنزويلا دولة ريعية تقدم النفط بكونه صادرها الرئيس. من خمسينيات القرن العشرين حتى ثمانينياته، مر الاقتصاد الفنزويلي بنمو ثابت اجتذب العديد من المهاجرين، وتمتعت الأمة بأعلى مستوى معيشة في أمريكا اللاتينية. خلال انهيار أسعار النفط في ثمانينيات القرن العشرين، تقلص الاقتصاد، وبدأت العملة تفقد قيمتها بشكل مستمر، وارتفع التضخم ليصل ذروات بلغت 84% في عام 1989 و99% في عام 1996، وذلك قبل ثلاث سنوات من استلام هوغو شافيز لمنصبه. عانت الأمة من تضخم مفرط منذ 2015 تجاوز بشكل كبير انهيار سعر النفط في تسعينيات القرن العشرين.

### اقتصاد الإكوادور
اقتصاد الإكوادور هو ثامن أكبر اقتصاد في أمريكا اللاتينية و69 الأكبر في العالم من حيث الناتج المحلي الإجمالي. ويعتمد اقتصاد الإكوادور على تصدير النفط، الموز، الروبيان، الذهب، وغيرها من المنتجات الزراعية والتحويلات المالية من المغتربين العاملين في خارج الاكوادور. وفي عام 2017، شكلت التحويلات 2.7٪ من الناتج المحلي الإجمالي للبلاد.
وتعتمد البلاد بشكل كبير على مواردها البترولية. ففي عام 2017، شكل النفط حوالي ثلث إيرادات القطاع العام و 32٪ من عائدات الصادرات. وهي أكبر مصدر للموز في العالم ( 3.38 مليار دولار في عام 2017) ومصدر رئيسي للروبيان (3.06 مليار دولار في عام 2017).
بين عامي 2006 و 2014، بلغ متوسط نمو الناتج المحلي الإجمالي 4.3٪، مدفوعًا بارتفاع أسعار النفط والتمويل الخارجي. من عام 2015 حتى عام 2018 بلغ متوسط نمو الناتج المحلي الإجمالي 0.6 ٪. أطلق رئيس الإكوادور، لينين مورينو، تحولًا جذريًا في اقتصاد الإكوادور منذ توليه منصبه في مايو 2017. والهدف من ذلك هو زيادة وزن القطاع الخاص.

### اقتصاد غيانا
تعد غيانا واحدةً من أسرع البلدان النامية في نصف الكرة الغربيّ، إذ وصل فيها نصيب الفرد من الناتج المحلي الإجمالي إلى 8300 دولار عام 2016، وبلغ متوسط نمو الناتج المحلي الإجمالي نسبة 4.2% على مدى العقد الماضي، ومن المتوقع أن يحقق البلد نموًّا في إجمالي الناتج المحلي الإجمالي بنسبة تتجاوز 85% عام 2020.

### اقتصاد سورينام
يعتمد اقتصاد سورينام على صادرات النفط الخام والذهب. وتم تصنيف سورينام في المرتبة 124 من أكثر وجهات الاستثمار أمانًا في العالم في تصنيفات يوروموني لمخاطر الدولة في مارس 2011.

## الديموغرافيا

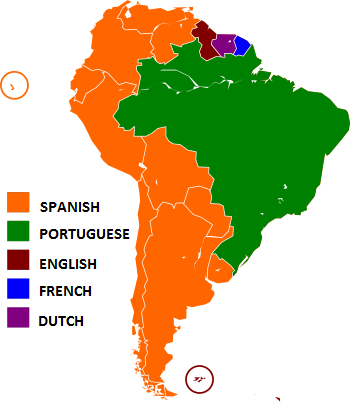
اللغات الرئيسية المستخدمة في أمريكا الجنوبية.

### اللغات
اللغة الإسبانية هي الأكثر شهرة في المنطقة حيث تعد اللغة الرسمية في كولومبيا، فنزويلا، الإكوادور. بينما تعد اللغة الإنجليزية رسمية في غيانا، والهولندية رسمية في سورينام، والفرنسية رسمية في غويانا الفرنسية. وتوجد في المنطقة 144 لغة من لغات السكان الأصلين حيث توجد 68 منها في كولومبيا، و36 في فنزويلا، و13 في الإكوادور، و10 في غيانا، و8 في سورينام، و7 لغات في غويانا الفرنسية.

### المدن الكبرى
| الترتيب (أمريكا الجنوبية) | المدينة     | الصورة | البلد     | تعداد السكان |
| ------------------------- | ----------- | ------ | --------- | ------------ |
| 3                         | بوغوتا      |        | كولومبيا  | 7,862,277    |
| 6                         | كاركاكاس    |        | فنزويلا   | 3,289,886    |
| 11                        | غواياكيل    |        | الإكوادور | 2,589,229    |
| 12                        | كيتو        |        | الإكوادور | 2,551,721    |
| 14                        | ميديلين     |        | كولومبيا  | 2,434,647    |
| 15                        | كالي        |        | كولومبيا  | 2,333,203    |
| 18                        | ماراكايبو   |        | فنزويلا   | 1,653,211    |
| 27                        | بارانكيا    |        | كولومبيا  | 1,214,253    |
| 29                        | باركيسيميتو |        | فنزويلا   | 1,116,182    |
| 35                        | قرطاجنة     |        | كولومبيا  | 959,594      |